# High Potential
High Potential är en amerikansk kriminaldramaserie som hade premiär 17 september 2024. Den första säsongen som består av 13 avsnitt är skapad av Drew Goddard. Serien är baserad på den fransk-belgiska serien HPI från 2021.

## Handling
Serien handlar om Morgan  Gillory som är en ensamstående mamma till tre barn. Tack vare sitt exceptionella skarpa intellekt lyckas hon hjälpa till att lösa ett brott genom att omorganisera bevis under sitt arbetspass som städare på polisstationen.

## Rollista (i urval)
- Kaitlin Olson - Morgan
- Daniel Sunjata - Karadec
- Javicia Leslie - Daphne
- Deniz Akdeniz - Lev "Oz" Ozdil
- Judy Reyes - Selena
- Taran Killam - Ludo Radovic
- Garret Dillahunt - Melon